# La Rosa (Terricciola)
La Rosa è una frazione del comune italiano di Terricciola, nella provincia di Pisa, in Toscana.

## Geografia fisica
La Rosa si sviluppa in un'area pianeggiante presso la riva occidentale del fiume Era, nella Valdera, lungo il tratto della strada regionale Sarzanese-Valdera che collega Capannoli con La Sterza. La frazione confina a nord con Selvatelle e a sud con Terricciola, mentre ad ovest è delimitata dalle alture del piccolo borgo di Casanova. Oltre l'Era, ad est, si trova invece il paese di Peccioli, al quale la frazione è collegato grazie ad un ponte sul fiume.
La Rosa dista circa 4 km dal proprio capoluogo comunale, mentre dista da Pisa poco meno di 40 km.

## Storia
La frazione si è sviluppata intorno ad un nucleo agricolo costituito dalla fattoria della Rosa, sulla riva sinistra del fiume Era. Il borgo era composto dalla fattoria, il palazzo padronale e alcuni edifici rurali lungo la strada che collegava Volterra con Pontedera, e divenne proprietà dei marchesi Torrigiani-Malaspina nel XIX secolo, in seguito al matrimonio tra Cristina Malaspina e Filippo Torrigiani, celebrato nel 1850, come accadde anche per la monumentale residenza situata a Montecastello.
Agli inizi del XX secolo, il deputato Nello Toscanelli individuò la frazione come punto strategico delle attività economiche della zona e propose di realizzarvi una stazione ferroviaria nel progetto di prolungamento della ferrovia Cecina-Volterra fino a Pontedera, tuttavia mai andato a buon fine, nonostante i ripetuti tentativi.
Piccola località rurale fino al secondo dopoguerra, che nel 1951 contava solo 20 abitanti, conobbe presto un veloce incremento demografico, urbanistico ed economico, tanto che nel 1972 lo storico pisano Giuseppe Caciagli scriveva che alla Rosa «nel suo breve spiazzo tra l'importante arteria stradale e l'Era vi si stanno trasferendo diverse tra le più importanti aziende industriali di Peccioli». Sviluppatasi quindi come area a vocazione artigianale e commerciale centrale nel territorio tra Terricciola e Peccioli, divenne un moderno centro urbano quando fu realizzata anche un'area residenziale a partire dal 1985, con la costruzione di un complesso di villette a schiera su progetto degli architetti Alfonso Guiggi e Antonio Catarsi.
La Rosa è passata così dai 24 abitanti registrati nel 1981 ai 258 abitanti del 2001, venendo eretta a frazione negli anni novanta. Con i suoi 395 abitanti nel 2011, La Rosa è la seconda frazione più popolosa del comune dopo Selvatelle.

## Infrastrutture e trasporti
La frazione della Rosa è attraversata dalla ex strada statale 439 Sarzanese Valdera, oggi strada regionale, che collega Pontedera con la città di Follonica, in provincia di Grosseto, attraversando i territori della Valdera e delle Colline metallifere.